# Romerillo del Sur
Romerillo del Sur är en ort i Mexiko.   Den ligger i kommunen Valparaíso och delstaten Zacatecas, i den centrala delen av landet, 600 km nordväst om huvudstaden Mexico City. Romerillo del Sur ligger 2 083 meter över havet och antalet invånare är 121.
Terrängen runt Romerillo del Sur är kuperad. Runt Romerillo del Sur är det mycket glesbefolkat, med 5 invånare per kvadratkilometer. Närmaste större samhälle är Valparaíso, 18,7 km nordost om Romerillo del Sur. I omgivningarna runt Romerillo del Sur växer huvudsakligen savannskog.